# Нушпольская волость
Гарская волость — волость в составе Ленинского уезда Московской губернии (1921—1924 годы) и Александровского уезда Владимирской губернии (до 1921 года). Существовала до 1924 года. Волостной центр — село Нушполы. В настоящее время территория волости относится к Талдомскому городскому округу.

## История
15 августа 1921 года Нушпольская волость вошла в состав Ленинского уезда Московской губернии.
31 марта 1924 года были упразднены Михайловская, Нушпольская, Стариковская волости.
Селения Нушпольской волости были присоединены к Гарской волости: Аймусово, Акишево, Батулино, Бурцево, Васьково, Волково, Головково, Гуслево, Княщево, Кушки, Марьино, Мужево, Никулино, Нушполы, Павловичево, Петрино, Приветино, Резвячиха, Садилово, Семёновское, Сосково, Стариково, Старково, Сущево, Федотово и Шатеево (Аймусовский, Гуслевский, Кушковский, Нушпольский, Павловический, Семеновский, Стариковский с/с).

## Состав

### Населённые пункты
По данным на 1913 год входили 40 населённых пунктов
- Аймусово
- Акишево
- Батулино
- Бурцево
- Васьково (ныне Васино)
- Волково
- Головково
- Гусельниково
- Ельцино
- Есаулово
- Жуково
- Каменкино
- Княщево Княщино
- Костенево
- Кунилово
- Кушки
- Леоново (Талдомский городской округ)
- Литиково
- Марьино
- Медведково
- Мужево
- Никулино
- Нушполы (Нушпола) — волостной центр
- Павловичи
- Пашино
- Пенкино (Талдомский городской округ)
- Петрино
- Приветино
- Припущаево
- Пушпола
- Резвячиха
- Садилово
- Семёновская
- Солонишники (Солошниково)
- Сосково
- Стариково
- Старково
- Сущево
- Федотово
- Шатеево